# ТЕС Палос-де-ла-Фронтера
ТЕС Палос-де-ла-Фронтера – теплова електростанція на півдні Іспанії, у потужній індустріальній зоні Палос-де-ла-Фронтера на околиці Уельви.
В 2004 – 2005 роках на майданчику станції ввели в дію три однотипні парогазові блоки комбінованого циклу потужністю по 400 МВт, в кожному з яких одна газова турбіна потужністю 266 МВт живить через котел-утилізатор одну парову турбіну з показником 134 МВт. 
Як паливо станція використовує природний газ, який може надходити до регіону через термінал для імпорту зрідженого природного газу Уельва ЗПГ (або через реверсовані трубопроводи Уельва – Кордова – Мадрид та Уельва – Алькасар-де-Сан-Хуан – Мадрид).
Для видалення продуктів згоряння кожна газова турбіна отримала димар заввишки 65 метрів.
Для охолодження використовується морська вода.
Видача продукції відбувається під напругою 400 кВ та 220 кВ.
Проект реалізувала компанія GasNatural Fenosa, яка з 2018-го була перейменована на Naturgy Energy Group.